# Selsted
Selsted est un hameau, dans le district de Folkestone and Hythe dans le comtés du Kent.
En 2006, des manifestations ont eu lieu contre un projet de fermeture de Church of England Promary School par le Kent County Council. Cependant le plan a été abandonné en Septembre 2006.
Le village dispose d'une équipe de cricket dans la division 2 de la Ligue Kent Village.